# 2086.
◄ | 20. stoljeće | 21. stoljeće | 22. stoljeće | ►
◄ | 2050-ih | 2060-ih | 2070-ih | 2080-ih | 2090-ih | 2100-ih | 2110-ih | ►
◄◄ | ◄ | 2083. | 2084. | 2085. | 2086. | 2087. | 2088. | 2089. | ► | ►►
Astronomija

## Događaji
- 28. ožujka Istječe koncesija francusko-britanskom društvu Eurotunnelu na tunel ispod La Manchea. Prvotno je koncesija trajala 55 godina, potom je produljena za još 10.